# 인천용정초등학교
인천용정초등학교는 대한민국 인천광역시 미추홀구에 있는 공립 초등학교이다.

## 학교 연혁
- 1973년 3월 8일 인천숭의국민학교 용정분교로 개교
- 1974년 3월 1일 인천용정국민학교로 승격
- 1974년 3월 1일 제1대 이종윤 교장 취임
- 1976년 2월 16일 제1회 졸업식 거행
- 1996년 3월 1일 인천용정초등학교로 명칭 변경
- 2002년 7월 20일 학교 대수선 공사 시작
- 2002년 12월 10일 교단 선진화 기자재 전교실 완료
- 2003년 2월 14일 2002학년도 유치원 졸업식(남:10명, 여:6명 계:16명)
- 2003년 2월 15일 2002학년도 제28회 졸업식(남:82명, 여:70명 계:152명)
- 2003년 3월 1일 25학급 편성(특수학급 2학급 포함), 유치원 1학급 편성
- 2004년 2월 13일 2003학년도 유치원 졸업식(27명)
- 2004년 2월 14일 2003학년도 제29회 졸업식(149명)
- 2005년 2월 18일 2004학년도 제 30회 졸업식(119명), 유치원(31명)
- 2005년 9월 1일 제13대 안수홍 교장선생님 취임
- 2006년 2월 17일 2005학년도 제 31회 졸업식(133명)
- 2006년 3월 1일 25학급 편성(특수학급 2학급 포함), 유치원 1학급 편성
- 2007년 2월 15일 2006학년도 제 32회 졸업식(138명)
- 2007년 3월 1일 25학급 편성(특수학급 2학급 포함), 유치원 1학급 편성
- 2008년 2월 14일 2007학년도 제33회 졸업식(121명)
- 2008년 3월 1일 24학급 편성(특수학급 2학급 포함), 유치원 1학급 편성
- 2008년 3월 1일 제14대 김계식 교장선생님 취임
- 2009년 9월 1일 2008학년도 제34회 졸업식(106명)
- 2009년 3월 1일 23학급 편성(특수학급 2학급 포함), 유치원 1학급 편성
- 2010년 2월 11일 2009학년도 제35회 졸업식(99명)
- 2010년 3월 1일 22학급 편성(특수학급 2학급 포함), 유치원 1학급 편성
- 2011년 2월 11일 2010학년도 제36회 졸업식(98명)
- 2011년 3월 1일 20학급 편성(특수학급 2학급 포함), 유치원 1학급 편성
- 2011년 3월 1일 제 15대 정화숙 교장선생님 취임
- 2012년 2월 14일 2011학년도 제37회 졸업(92명)
- 2012년 3월 1일 20학급 편성(특수학급 2학급 포함), 유치원 1학급 편성
- 2012년 3월 1일 제16대 송차범 교장선생님 취임
- 2013년 2월 15일 2012학년도 제38회 졸업(96명)
- 2013년 3월 1일 19학급 편성(특수학급 2학급 포함), 유치원 1학급 편성

## 참고 자료
- 인천용정초등학교 - 한국교육학술정보원 학교알리미